# Нгуние (провинция)
Нгуние (фр. Ngounié) — провинция на юге Габона. Административный центр — город Муила.

## География
Площадь составляет 37 750 км². Граничит на юге с провинцией Ньянга, на западе с провинцией Приморское Огове, на севере с провинцией Среднее Огове, на востоке с провинцией Огове-Лоло, на юго-востоке с Республикой Конго. С юго-востока на северо-запад провинцию пересекает река Нгуние, крупнейший левый приток реки Огове.

## Население
По данным на 2013 год численность населения составляет 100 838 человек.
Динамика численности населения провинции по годам:
| 1993   | 2013    |
| ------ | ------- |
| 77 781 | 100 838 |

## Департаменты

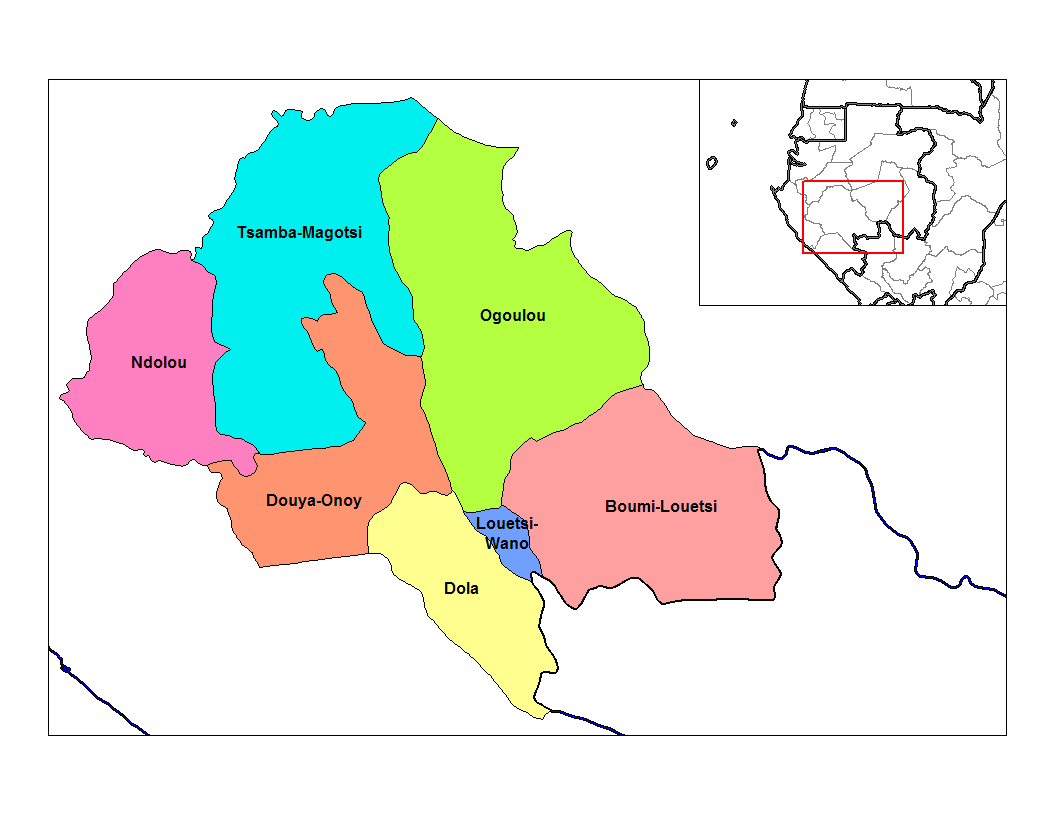
Департаменты Нгуние (старая версия).

В административном отношении подразделяется на 9 департаментов:
- Буми-Луэци (адм. центр — Мбигу) (Boumi-Louetsi)
- Дола (адм. центр — Нденде) (Dola)
- Дуя-Оной (адм. центр — Муила) (Douya-Onoye)
- Луэци-Бибака (адм. центр — Малинга) (Louetsi-Bibaka)
- Луэци-Вано (адм. центр — Лебамба) (Louetsi-Wano)
- Мугалаба (адм. центр — Гиецу) (Mougalaba)
- Ндолу (адм. центр — Манджи) (Ndolou)
- Огулу (адм. центр — Мимонго) (Ogoulou)
- Цамба-Магоци (адм. центр — Фугаму) (Tsamba-Magotsi)